# Хабермас, Юрген
Ю́рген Ха́бермас (нем. Jürgen Habermas; род. 18 июня 1929, Дюссельдорф) — немецкий философ и социолог. Профессор Франкфуртского университета (с 1964 года). Директор (наряду с К. Вайцзеккером) Института по исследованию условий жизни научно-технического мира Общества Макса Планка в Штарнберге (1970—1981). Считается представителем франкфуртской школы. Один из наиболее влиятельных политических и социальных мыслителей второй половины XX века, создатель концепций коммуникативного действия и этики дискурса.

## Биография
Вырос в маленьком городке Гуммерсбах, где его отец Эрнст был управляющим местного отделения торгово-промышленной палаты. Юрген — инвалид по рождению, родился с волчьей пастью, и общение с людьми для него долго было необычайно трудным — именно это впоследствии сыграло большую роль в его интересе к философии коммуникации. Но две тяжёлые корректирующие операции ещё в детстве позволили ему общаться с людьми. Отец Юргена был членом НСДАП, а Юрген, несмотря на известное отношение нацистов к инвалидам, стал членом гитлерюгенда. Именно эта его убеждённость позволила ему рассматривать победивших во второй мировой войне и оккупировавших Германию американских военнослужащих, среди которых тогда было очень много марксистов, как высшую расу. Поэтому его марксизм, как он признавался, вначале был чисто подражательным, и он до сих пор остался американофилом. Таким образом, «культурный марксизм», проявлением которого является доминирование философии Хабермаса в ведущих университетах США, имеет чисто американские корни. При этом сторонником философии Хабермаса представлял себя, например, нещадно критикуемый Хабермасом Барак Обама.
Хотя Хабермас даже официальными лицами Германии признаётся самым крупным из ныне живущих философов мира и гордостью немцев как нации философов и поэтов, но в реальности его влияние в германской философии значительно меньше, чем в философии американского континента и даже многих других европейских стран.
Учился в университетах Гёттингена (1949—1950), Цюриха (1950—1951) и Бонна (1951—1954). Деятельность философа и социолога начал под руководством Э. Ротхакера, у которого Хабермас учился вместе с Апелем — взаимовлияние Хабермаса и Апеля очень велико. Первая докторская диссертация, выполненная под руководством Э. Ротхакера, была посвящена философии Шеллинга. По окончании аспирантуры Юрген был ассистентом Теодора Адорно. Философская школа Хабермаса сформировалась не в открытом иностранным влияниям Франкфурте, а во время его докторантуры в Марбургском университете и первоначально была чисто немецкой. Юрген преподавал в Гейдельбергском университете. В 1964 году занял кафедру Макса Хоркхаймера во Франкфурте-на-Майне. Выдвинулся в наиболее видные представители «второго поколения» теоретиков Франкфуртской школы. В середине 1960-х годов стал идеологом студенческого движения. Но в дни выступлений студентов в 1968 году отмежевался от радикального крыла студенчества, обвинив его руководителей в «левом фашизме». С конца 1960-х годов занимал позиции умеренного социал-демократа — последователя Вилли Брандта.
В 1970-х годах осуществлял программу исследований, соответствовавшую общему направлению Социал-демократической партии Германии. Её Хабермас стремился корректировать в духе идеалов Просвещения: эмансипации и равенства.
Проведя десятилетие в Институте имени Макса Планка по исследованию условий жизни научно-технического мира в Штарнберге неподалёку от Мюнхена, из-за расхождения во мнениях с коллегами в 1981 году вернулся во Франкфурт. С 1983 года до ухода на пенсию в 1994 году занимал кафедру философии в университете. После ухода на пенсию из-за правения социал-демократов и неизменности его политических воззрений оказался единомышленником и серым кардиналом европейских левых, вследствие собственного правения занявших прежнюю политическую нишу СДПГ.
Занимает четвёртое место в Top Influential Sociologists 2010—2020 по версии Academic Influence.
В 1955 году Юрген обвенчался с Утой Вессельгофт. В браке было трое детей. Тильманн Хабермас с 2002 работает профессором психоанализа в Франкфуртском университете, а Ребекка Хабермас с 2000 — профессором истории в Геттингенском университете.

## Воззрения
В настоящее время его называют «самым главным философом Германии», наследником Иммануила Канта, ярости Карла Маркса, понимания реальности Фрейда, чёткости философов американского прагматизма .
Как философ, Хабермас связал понятие разума с подходами Маркса, Вебера и Т. Парсонса. Он отрицает философский априоризм и фокусируется на разработке постметафизического философского проекта. То есть, философское понятие разума не является независимым от эмпирических наблюдений и должно постоянно подтверждать себя в диалоге с конкретными научными дисциплинами. Диалог философии с частными науками Хабермас иллюстрирует на примере психоанализа («Познание и интерес»), теории социальной эволюции (К реконструкции исторического материализма, Zur Rekonstruktion des historischen Materialismus, 1976), теории общества (Теория коммуникативного действия), теории права (Фактичность и значимость, Faktizität und Geltung, 1992). В отличие от Маркса, Хабермас разграничивает философию истории и теорию социальной эволюции, что сближает его с Ж. Пиаже, Т. Парсонсом и Н. Луманом. Одной из главных идей Хабермаса является убеждение, что в современных условиях теория познания может существовать только как социальная теория.
С точки зрения Хабермаса, Маркс и Энгельс понимали социализм как воплощение конкретной нравственности. Они не раскрывали его как совокупность условий, необходимых для существования форм эмансипации, о которых разным группам общества предстоит самим договориться между собой, прийти к общему взгляду. Решение проблемы, по Хабермасу, состоит в размышлении Канта — соединении практического разума и суверенной воли, прав человека и демократии. Раз совокупная воля граждан государства может проявиться лишь в форме всеобщих и абстрактных законов, то эту волю необходимо принудить к исключению любых интересов, которые невозможно обобщить, и допускать только такие установления, которые будут гарантировать всем равные свободы. По Хабермасу, в соответствии с этой концепцией Канта практика народного суверенитета одновременно обеспечивает и права человека без капитуляции перед либерализмом и без измены идеалам демократии и социализма.. По Хабермасу, демократия, которую он называет «волшебным словом» своей философии, должна быть объединена с нравственностью, а этика нового типа — с философией и политикой.
Взгляды Хабермаса эволюционировали; условно можно выделить два основных периода его творчества. Главным сочинением первого периода считается его книга «Познание и интерес» (1968); центральной работой второго периода — «Теория коммуникативного действования» (1981). В первый период Хабермас обращается к психоанализу и герменевтике. В книге «Познание и интерес» (1968) Хабермас пишет: «Психоанализ для нас — это единственный осязаемый пример науки, принимающей во внимание методическую рефлексию», которая, по его мнению, освобождает индивида от «систематически искажаемой коммуникации».
Второй период включает в себя переосмысление Хабермасом своей прежней позиции и поиск нового синтеза (70-е годы); развёртывание основной теоретической модели и разработку этики дискурса и дискурсивной философии права как приложений к этой модели:14.

### Теория коммуникативного действия
Критикуя логоцентризм западного мышления, Хабермас считает, что на деле логоцентризм является систематическим искажением той рациональности, которая внутренне присуща повседневной коммуникации. Если исходить не из субъективности «я», как это было принято делать в западной философии нового времени, а из обеспечиваемой коммуникацией интерсубъективности, то «я» изначально находится в ситуации общения с другой личностью, которое позволяет субъекту относиться к себе как к участнику взаимодействия, глядя на себя из перспективы другого. В этой модели осуществляющегося через естественный язык понимания характерная для западной философии объективистская установка утрачивает парадигмальный характер. Она теперь может быть понята как производная по отношению к коммуникации — как позиция присутствующего, но не задействованного в общении субъекта:42—43.
Давая характеристику европейской культуре эпохи модерна, Хабермас следует трактовке М. Вебера, согласно которой особенностью этой культуры является разделение разума на три аспекта: различные проблемы рассматриваются теперь дифференцированно — в перспективе истины, нормативной правильности или красоты, то есть как вопросы познания, справедливости или вкуса. Происходящая дифференциация культуры сопровождается ростом дистанции между культурами экспертов и широкой публикой, вследствие чего результаты деятельности специалистов всё в меньшей степени могут непосредственно осваиваться обыденным сознанием. С другой стороны, непосредственное вторжение специализированного знания в повседневность может нарушать интегративность жизненного мира, ведя к эстетизации, сциентизации или морализации тех или иных областей жизни, что проявляется в экспрессивистских движениях, технократическом реформировании общества, фундаменталистских движениях:47—48.
В связи с этим задачей, решению которой, по Хабермасу, может и должна способствовать философия, является обеспечение единства разума в многообразии его аспектов и обеспечение связи экспертных культур с повседневной коммуникацией:48.
Предложенная Хабермасом программа коммуникативной модификации философской рациональности приводит к созданию концепции универсальной, или формальной, прагматики, задача которой состоит в логическом анализе речи с целью реконструкции всеобщих условий возможности языкового взаимопонимания. Универсальная прагматика выделяет следующие аспекты коммуникации: когнитивный, интеракционный и экспрессивный, которые связаны с притязаниями речевого акта на значимость соответственно в отношении: а) истины, б) нормативной правильности и в) правдивости говорящего:49—51, 59.
Коммуникативная рациональность символических проявлений субъекта (языковых выражений и регулируемых нормами действий) означает, по Хабермасу, их доступность для критики и возможность их обоснования:61—64.
Хабермас различает имплицитный и эксплицитный варианты обеспечения притязания речевого акта на значимость. Первый имеет место на уровне непосредственной, «наивной» коммуникации. Если же на этом уровне достичь согласия не удаётся, то в качестве альтернативы прекращению коммуникации или инструментальному использованию языка (для силового воздействия на партнёров) выступает дискурс — способ проверки спорного притязания на значимость посредством приведения аргументов в процессе диалога, осуществляемый с целью достижения общезначимого согласия:65—66.
Дискурс основывается на следующих правилах:
- участие в дискурсе открыто для любого способного к речи субъекта при его полном равноправии со всеми остальными участниками дискурса;
- в дискурсе запрещается осуществлять какое-либо принуждение в целях достижения согласия;
- участники дискурса вправе действовать лишь на основе мотива достижения кооперативного и аргументированного согласия.

По отношению к фактически существующей коммуникации дискурс является «идеальной речевой ситуацией»:66.
Хабермас полагает, что идеальная речевая ситуация представляет собой необходимую предпосылку, из которой исходят участники фактических коммуникативных практик, если они серьёзно относятся к перспективе признания своих притязаний другими:67.
Хабермас различает инструментальные, стратегические и коммуникативные действия. Последние предполагают использование языка с целью достижения взаимопонимания. Условием коммуникативного действования является попытка акторов совместно согласовать свои планы в горизонте общего для них жизненного мира, опираясь на совместно разделяемые трактовки ситуации. При этом промежуточные цели — выработку общих для себя трактовок ситуации и согласование целей действия — эти акторы готовы достигать на основе процессов взаимопонимания, которое достигается через посредство притязаний на значимость, доступных критике, выражаемых в речевых актах; при необходимости эти притязания на значимость должны быть дискурсивно обеспечены:90—91.
Интерсубъективным согласием не может считаться то, что явно достигается посредством вознаграждения или угрозы, суггестии или введения в заблуждение. Поскольку же в фактическом общении за видимостью коммуникативного согласия может скрываться силовое воздействие на партнёра, Хабермас вводит понятие «латентно стратегического действования». Характер скрыто стратегического действия речевые акты приобретают при наличии явно не высказываемых внешних по отношению к коммуникации целей. «Коммуникативное действие отличается от стратегических интеракций тем, что все участники безоговорочно преследуют иллокутивные [направленные только на понимание речевого акта слушателем] цели для достижения согласия, которое выступает основанием для координации соответствующих индивидуально реализуемых планов действия» (Хабермас):92—93.
Интеграция общества, если её рассматривать идеализированно, осуществляется исключительно посредством взаимопонимания. Однако в фактическом обществе действия акторов координируются также посредством функциональных взаимосвязей, которые не зависят от намерений действующих и в значительной мере вообще не воспринимаются в повседневной жизни:125.
Наиболее простые формы коммуникации непосредственно опираются на фоновое знание участников, на их жизненный мир. По мере проблематизации традиционных смысловых ресурсов жизненного мира, происходящей в процессе развития общества, для достижения согласия требуется всё больше усилий. Освобождение от этих издержек языковой коммуникации и от риска разногласия может обеспечиваться подчинением действия механизмам системной (в противоположность социальной) интеграции. Происходит разделение системы и жизненного мира, которое делает возможным детерминирующее воздействие первой на второй. Вторжение системных механизмов в формы социальной интеграции (то есть такой, которая обеспечивается согласием участников) остаётся скрытым: детерминирующее воздействие системы на жизненный мир маскируется таким феноменом как «ложное сознание». В связи с этим можно говорить о структурном принуждении, которое незаметно проникает в структуры возможного взаимопонимания и трансформирует их:140—144.
В обществе, разделённом на систему и жизненный мир, на одной стороне находятся подсистемы экономики и бюрократизированного государственного управления, на другой — сферы семьи, соседства, свободных ассоциаций, общественных объединений:152.
Процесс рационализации общества приводит к исчезновению «ложного сознания», однако скрытое вмешательство системы в структуры жизненного мира в позднекапиалистических обществах остаётся. Теперь эта скрытость достигается за счёт того, что повседневное сознание лишается синтезирующей силы, фрагментируется, что является следствием специализации знания и его отделения от традиции:158—159.
Одной из попыток решения проблемы осуществления свободы и равенства был проект анархического социализма, развивавший идею свободных ассоциаций. Общество, интегрированное через ассоциации, было бы порядком, свободным от господства. «Анархисты возводят спонтанную социализацию к иному импульсу, чем модерное рациональное право (Vernunftrecht), — не к выгоде полезного обмена благами, а к готовности к договариванию, решающему проблемы и координирующему действия. Ассоциации отличаются от формальных организаций тем, что цель единения (Vereinigung) ещё функционально не обособилась относительно ценностных ориентаций и целей ассоциированных членов» (Хабермас). Потребность современного общества в регулировании и организации делает этот проект в настоящее время неосуществимым. Однако идея свободных ассоциаций может быть перспективной:168—174.

### Хабермас о марксизме и Франкфуртской школе
Проведя содержательный пересмотр идей мыслителей Франкфуртской школы — Адорно, Хоркхаймера и других, Хабермас, отрицая её существование, и причисляя себя исключительно к западному марксизму, характеризует своё учение, как «бескомпромиссный ревизионизм». В первую очередь, он конфликтовал с Адорно и Хоркхаймером из-за своей ортодоксально марксистской позиции «Философы должны изменять мир», в то время как его учителя во Франкфурте полагали, что философы должны только давать философское образование политикам, а не вмешиваться в политику самим. Но по многим другим вопросам он ещё больше отошёл от ортодоксального марксизма, чем его оппоненты. А. Зёльтер так суммирует размежевание Хабермаса с ортодоксальным марксизмом:

Согласно Хабермасу, четыре фактора развития современного общества восстают против [ортодоксального] марксизма. 1) Существенное изменение состоит в том, что на смену типологически понятому отделению государства от общества в эпоху индустриального капитализма приходит взаимоотрицание и взаимопроникновение обеих сфер. Это означает, что лишается своего значения способ рассмотрения, при котором преимущественное внимание отдается экономике. Связывание базиса и надстройки в версиях ортодоксального марксизма Хабермас также считает неприемлемым. 2) Кроме того, материальный уровень жизни широких слоев населения возрос настолько, что интерес общества к освобождению уже нельзя формулировать лишь в экономической терминологии… Феномен отчуждения ни в коей мере не устранён, но уже никак не может быть понят только в качестве экономической нищеты. Согласно новой теории, на смену «телесной» эксплуатации пришло психосоциальное обнищание, а открытое насилие переросло в господство на основе манипуляций, предполагающих вмешательство в сознание индивидов. 3) Исчез носитель революционных устремлений, пролетариат. Поэтому марксистская теория революций утратила свой традиционный адресат… 4) Системная дискуссия о марксизме была парализована утверждением советской системы в результате революции 1917 года. Что касается позиции Хабермаса, то он, вслед за основателями франкфуртской школы, упрекал ортодоксальных марксистов в невнимании к возможностям «политической модификации рыночного экономического механизма» и к заключённым внутри общества возможностям противостоять собственно капиталистическим тенденциям развития экономики. Это породило высказывания о том, что Хабермас, собственно, отказался от самого главного в марксизме….— 
Сам Хабермас полагает, что «истинный Маркс», как признавался и сам Маркс, не был ортодоксальным марксистом и проявился в трудах Маркса в области философской антропологии, и поэтому необходимо произвести кардинальную переоценку привычного понимания его поздних произведений и пересмотреть их смысл в духе философско-антропологического периода творчества Маркса, в котором он наиболее ярко и совершенно однозначно проявил себя как сторонник именно либертарного социализма.

### Хабермас о модерне
Учения Маркса и других левых гегельянцев, правых гегельянцев и Ницше Хабермас рассматривает как «три перспективы» дальнейшего обсуждения «проекта модерна». Хабермас считает, что «постмодернистская» критика Хайдеггера, Лакана, Фуко и Деррида принципиально не отличается от ряда идей второй половины XIX в., выдвинутых гегельянцами и марксистами, прежде всего представлений о разуме как инструменте власти, угнетения, контроля в эпоху модерна. Но гегельянцы и марксисты рассчитывали на обновленный разум как средство преобразования «царства превращенных форм и иллюзий». Позиция Ницше была кардинально иной, с точки зрения Хабермаса, более продуктивной: «он отказался от ревизии понятия разума и распрощался с диалектикой Просвещения». Для противостояния постмодернистскому дискурсу Хабермас предложил обновленный проект критики разума на основе «коммуникативного разума».
Хабермас критикует и предшествующий совместный проект модерна капитализма и бюрократического социализма. Его характеристиками, по Хабермасу, являлись: 1. Рационализация жизненного мира через переориентацию на деньги и власть. 2. Вычленение хозяйства и государства как систем, для которых жизненный мир становится «окружающим миром». 3. Значительная динамика экономического роста в западных странах, с одной стороны, и автономизация управления в обществах бюрократического социализма — с другой 4. Возникновение неравновесий и кризисов в системах, появление вследствие этого патологий жизненного мира: овеществление коммуникативных отношений в капиталистических обществах и фальшивая демонстрация коммуникативных отношений в обществах бюрократического социализма. Раз монетаризация и бюрократизация, присущие хозяйственной и государственной сферам, проникают и в символическое воспроизводство жизненного мира, а не только в его материальное воспроизводство, то неизбежно возникают патологические побочные следствия. Хозяйственная подсистема подчиняет себе «жизненную форму частного домохозяйства», навязывает потребителям свои императивы. Это приводит к потребительству, собственническому индивидуализму, установкам на достижение и конкуренцию. Повседневная коммуникативная практика подвергается односторонней рационализации в пользу утилитаристского жизненного стиля, которому привержены специалисты. А такой фокус на целерациональные ориентации действия вызывает появление гедонизма, свободного от давления рациональности. Складывающееся в результате краха бюрократического социализма новое капиталистическое общество характеризуется тем, что и в старых, и в новых капиталистических странах, подобно тому, как приватная сфера подчиняется хозяйству, так и общественность попадает под власть административной системы. Бюрократическое овладение процессами складывания общественного мнения и волеизъявления расширяет возможности целенаправленного формирования массовой лояльности власти «Большого брата»..

### Хабермас о политических проблемах современности
Развивая сформулированную им позицию в отношении международного терроризма, Хабермас возводит причины возникновения и перерождения терроризма к побочному эффекту модернизации, ситуации конфликта миров, войны различных культур, того, что Сэмюэл Хантингтон определил как «столкновение цивилизаций» — но столкновения секулярной цивилизации с религиозной. Выход из сложившейся ситуации Хабермас видит в диалоге, коммуникации, разработке практик взаимного перевода с религиозного языка на секулярный. Вместе с Чарльзом Тейлором считается создателем концепции постсекулярного общества, в котором большую роль будут играть, (хотя, фактически, в интерпретации левых (к которым в силу неверия, в отличие от новых левых, Хабермаса в прогресс относится агностик Хабермас) и новых левых (к которым относится католик Тейлор)), иудейская этика справедливости и христианская этика любви, разделяемые также и подлинными мусульманами.
Для таких мыслителей, как Юрген Хабермас, Европа определяется как ряд обществ, которые социально более ответственны и более гуманны, чем США, по ряду причин: в том числе, европейские страны более секулярны и толерантны в своих привычках и более миролюбивы в своей внешней политике, чем США. Для него европейская модель капитализма является более регулируемой и подверженной влиянию со стороны государства и общества, чем американская модель. Большинство западноевропейских обществ являются социально ориентированными, и все они в совокупности обладают гораздо меньшей военной мощью, чем США, больше используют мягкую силу. Тем не менее, хотя структурные изменения и различия между Европейским Союзом и США и остаются серьёзными, но они имеют тенденцию к сокращению. Хабермас подчёркивает недопустимость повторения ошибок 1914 и 1941 годов, когда Германия делала ставку на военную силу и была слишком слаба экономически, чтобы использовать «мягкую силу». Хабермас всегда бескомпромиссно отрицательно относился к изменениям во внутренней политике Социал-демократической партии Германии — отказу от прежних социал-демократических идеалов политического контроля за рынком и глобальным классом менеджеров; с другой стороны, мыслитель вначале вместе с СДПГ поддержал действия НАТО против Югославии, однако пересмотрел свою точку зрения сразу же после известий о массовых жертвах бомбардировок НАТО в Косово и Сербии. Хабермас в результате этого сделал вывод, что современная Европа создала духовные предпосылки и заложила материальные основы для формирования современного мира агрессии, а идеал Просвещения — культ разума — обернулся культом силы — террора государств, особенно США, организаций, личностей. Тем не менее именно Европа, уклоняясь в то же время от антиамериканизма, должна возглавить противостояние культу силы благодаря своим демократическим традициям.

## Критика
Этика дискурса по Хабермасу характеризуется тем, что:
1. ни одна из сторон, затрагиваемых предметом обсуждения, не должна исключаться из дискурса (требование общности);
2. все участники должны иметь равную возможность предъявлять и критиковать претензии на общезначимость в ходе дискурса (автономия);
3. участники должны быть готовы и способны «вчувствоваться (to empathise)» в претензии других на общезначимость (принятие идеальных ролей);
4. существующие между участниками различия в смысле обладания властью не должны оказывать никакого воздействия на выработку консенсуса (нейтральность);
5. участники должны открыто разъяснить свои цели и намерения (прозрачность).

Такой подход теоретически должен обеспечить рациональное формирование политической воли, предполагая, что суверенитет может быть в принципе сосредоточен в руках «короля» (гегемона), способного благодаря своей мудрости чуть ли не бесконфликтно вести общество по пути демократического консенсуса. Эта точка зрения Хабермаса критиковалась как идеалистическая и утопическая, исходящая из теоретизирования, а не анализа действительности.
По мнению Лорана Тевено, Юргену Хабермасу удалось создать социальную теорию, в которой столкновения разных точек зрения в дискуссии затрагивают и социальные нормы, что позволяет уйти от детерминизма в социальном поведении.

## Награды
- Премия Теодора Адорно (1980)
- Мессенджеровские лекции (1984)
- Премия Ганса и Софи Шолль (1985)
- Премия имени Лейбница (1986)
- Премия Соннинга (1987)
- Karl-Jaspers-Preis (1995)
- Theodor-Heuss-Preis (1999)
- Hessischer Kulturpreis (1999)
- Медаль Гельмгольца (2000)
- Премия мира немецких книготорговцев (2001)
- Премия принца Астурийского (2003)
- Премия Киото (2004)
- Премия Хольберга (2005)
- Bruno-Kreisky-Preis für das politische Buch (2005)
- Staatspreis des Landes Nordrhein-Westfalen (2006)
- Viktor-Frankl-Preis (2011)
- Heinrich-Heine-Preis (Stadt Düsseldorf) (2012)
- Georg-August-Zinn-Preis (2012)
- Kultureller Ehrenpreis der Landeshauptstadt München (2012)
- Премия Эразма (2013)
- Das Glas der Vernunft (2013)
- Премия Клюге (2015)
- В его честь назван астероид (59390) Habermas.

## Сочинения
- Das Absolute und die Geschichte: Von der Zwiespältigkeit in Schellings Denken. (Dissertation) — Bonn: H. Bouvier, 1954.
- Student und Politik: Eine soziologische Untersuchung zum politischen Bewußtsein Frankfurter Studenten. (Совместно с L. v. Friedeburg, Ch. Oehler и F. Weltz.) — Neuwied / Berlin, Luchterhand, 1961.
- Strukturwandel der Öffentlichkeit. Untersuchungen zu einer Kategorie der bürgerlichen Gesellschaft. (Habilitationsschrift.) — Neuwied / Berlin, Luchterhand, 1962.
- Theorie und Praxis. Sozialphilosophische Studien. — Neuwied / Berlin, 1963.
- Erkenntnis und Interesse. — Frankfurt am Main, Suhrkamp, 1968.
- Technik und Wissenschaft als «Ideologie». — Frankfurt am Main, 1968, ISBN 3-518-10287-7.
- Protestbewegung und Hochschulreform. — Frankfurt am Main, Suhrkamp, 1969.
- Der Positivismusstreit in der deutschen Soziologie. (Совместно с Theodor W. Adorno & Hans Albert & Ralf Dahrendorf & Harald Pilot & Karl R[aimund] Popper.) — Neuwied / Berlin: Luchterhand, 1969.
- Zur Logik der Sozialwissenschaften. — Frankfurt am Main, 1970, ISBN 3-518-28117-8.
- Philosophisch-politische Profile. — Frankfurt am Main, 1971.
- Theorie der Gesellschaft oder Sozialtechnologie. Was leistet die Systemforschung? (Совместно с N. Luhmann.) — Frankfurt am Main, 1971, ISBN 978-3-518-06358-3.
- Kultur und Kritik. Verstreute Aufsätze, Frankfurt am Main, 1973, ISBN 978-3-518-36625-7.
- Legitimationsprobleme im Spätkapitalismus. — Frankfurt am Main, 1973, ISBN 3-518-10623-6.
- Zwei Reden: aus Anlass der Verleihung des Hegel-Preises 1973 der Stadt Stuttgart an Jürgen Habermas am 19. Jan. 1974. (Совместно с D. Henrich.) — Frankfurt am Main, Suhrkamp, 1974. — ISBN 3-518-06702-8, ISBN 978-3-518-06702-4.
- Zur Rekonstruktion des Historischen Materialismus. — Frankfurt am Main, 1976, ISBN 3-518-27754-5.
- Politik, Kunst, Religion. Essays über zeitgenössische Philosophen. — Stuttgart, 1978, ISBN 3-15-009902-1.
- Das Erbe Hegels. Zwei Reden aus Anlass der Verleihung des Hegel-Preises 1979 der Stadt Stuttgart an Hans-Georg Gadamer am 13. Juni 1979. (Совместно с Hans-Georg Gadamer.) — Frankfurt am Main, 1979. — 94 S.
- Kleine politische Schriften (I—IV). — Frankfurt am Main: Suhrkamp, 1981. — 535 S. — ISBN 3-518-06561-0.
- Theorie des kommunikativen Handelns. (Bd. 1: Handlungsrationalität und gesellschaftliche Rationalisierung; Bd. 2: Zur Kritik der funktionalistischen Vernunft.) — Frankfurt am Main, 1981, ISBN 3-518-28775-3.
- Moralbewußtsein und kommunikatives Handeln. — Frankfurt am Main, 1983, ISBN 3-518-28022-8.
- Vorstudien und Ergänzungen zur Theorie des kommunikativen Handelns. — Frankfurt am Main: Suhrkamp, 1984. — 606 S. — ISBN 3-518-57651-8.
- Die neue Unübersichtlichkeit. Kleine Politische Schriften, V. — Frankfurt am Main, 1985, ISBN 3-518-11321-6.
- Der philosophische Diskurs der Moderne, Frankfurt am Main, 1985, ISBN 3-518-57722-0.
- Eine Art Schadensabwicklung: kleine politische Schriften VI. — Frankfurt am Main: Suhrkamp, 1987. — ISBN 3-518-11453-0.
- Nachmetaphysisches Denken. Philosophische Aufsätze. — Frankfurt am Main, 1988, ISBN 978-3-518-28604-3.
- Die Moderne — ein unvollendetes Projekt: Philosophisch-politische Aufsätze 1977—1990. — Leipzig: Reclam-Verl., 1990. — 254 S. — ISBN 3-379-00658-0, ISBN 978-3-379-00658-3.
- Vergangenheit als Zukunft. — Zürich, Pendo Verlag, 1990. — ISBN 3-85842-251-7.
- Die nachholende Revolution. — Frankfurt am Main, 1990, ISBN 978-3-518-11633-3.
- Erläuterungen zur Diskursethik. — Frankfurt am Main, 1991, ISBN 978-3-518-28575-6.
- Texte und Kontexte. — Frankfurt am Main, 1991, ISBN 978-3-518-28544-2.
- Faktizität und Geltung. — Frankfurt am Main, 1992, ISBN 3-518-28961-6.
- Die Normalität einer Berliner Republik. — Frankfurt am Main: Suhrkamp, 1995. — ISBN 3-518-11967-2.
- Die Einbeziehung des Anderen. Studien zur politischen Theorie. — Frankfurt am Main, 1996, ISBN 3-518-29044-4.
- Vom sinnlichen Eindruck zum symbolischen Ausdruck. Philosophische Essays. — Frankfurt am Main, 1997, ISBN 3-518-22233-3.
- Die postnationale Konstellation. Politische Essays. — Frankfurt am Main, 1998, ISBN 978-3-518-12095-8.
- Wahrheit und Rechtfertigung. Philosophische Aufsätze. — Frankfurt am Main, 1999, ISBN 978-3-518-29323-2.
- Zeit der Übergänge. Kleine Politische Schriften IX. — Frankfurt am Main, 2001, ISBN 978-3-518-12262-4.
- Die Zukunft der menschlichen Natur. Auf dem Weg zu einer liberalen Eugenik? — Frankfurt am Main, 2001, ISBN 978-3-518-29344-7.
- Kommunikatives Handeln und detranszendentalisierte Vernunft. — Stuttgart, Reclam Verlag, 2001, ISBN 3-15-018164-X.
- Glauben und Wissen. — Frankfurt am Main, 2002, ISBN 3-518-06651-X.
- Zeitdiagnosen: Zwölf Essays 1980—2001. — Frankfurt am Main, 2003, ISBN 3-518-12439-0.
- Der gespaltene Westen. Kleine politische Schriften X. — Frankfurt am Main, 2004, ISBN 3-518-12383-1.
- Zwischen Naturalismus und Religion. Philosophische Aufsätze. — Frankfurt am Main, 2005, ISBN 3-518-58447-2.
- Dialektik der Säkularisierung. Über Vernunft und Religion. (Совместно с Joseph Ratzinger.) — Freiburg, Herder Verlag, 2005. — ISBN 978-3-451-28869-2.
- Ach, Europa. Kleine politische Schriften XI. — Frankfurt am Main, 2008, ISBN 3-518-12551-6.
- Philosophische Texte, 5 Bände. — Frankfurt am Main, Suhrkamp, 2009, ISBN 978-3-518-58515-3.
- Zur Verfassung Europas. Ein Essay. — Berlin, Suhrkamp, 2011, ISBN 978-3-518-06214-2.
- Nachmetaphysisches Denken II. Aufsätze und Repliken. — Berlin, Suhrkamp, 2012, ISBN 978-3-518-58581-8.
- Im Sog der Technokratie. Kleine politische Schriften XII. — Berlin, Suhrkamp, 2013, ISBN 978-3-518-12671-4.

### Книги на русском языке
- Хабермас Ю. Демократия. Разум. Нравственность: лекции и интервью. Москва, апр. 1989 г.. — М.: Наука, 1992. — 176 с. — (Философы современного мира: лекции в ин-те философии АН СССР). — ISBN 5-02-008157-4.
- Хабермас Ю. Демократия. Разум. Нравственность. — М.: Academia, 1995. — 252 с. — ISBN 5-86187-044-6.
- Хабермас Ю. В поисках национальной идентичности. Философские и политические статьи.. — Донецк: Донбасс, 1999. — 252 с.
- Хабермас Ю. Моральное сознание и коммуникативное действие / Пер. с нем. С.В. Шaчинa под ред. Д. В. Скляднева, послесл. Б. В. Маркова. — М.: Наука, 2000. — 380 с. — (Слово о сущем). — ISBN 5-02-026810-0.
- Хабермас Ю. Вовлечение другого: Очерки политической теории / Пер. с нем. Ю. С. Медведева; под ред. Д. А. Скляднева. — М.: Наука, 2001. — 420 с. — (Слово о сущем). — ISBN 5-02-026820-8.
- Хабермас Ю. Будущее человеческой природы. На пути к либеральной евгенике = Die Zukunft der menschlichen Natur. Auf dem Weg zu einer liberalen Eugenik? / Пер. с нем. М. Л. Хорькова. — М.: Весь Мир, 2002. — 144 с. — ISBN 5-7777-0171-X.
- Хабермас Ю. Философский дискурс о модерне = Der philosophische Diskurs der Moderne / Пер. с нем. М. М. Беляева. — М.: Весь Мир, 2003. — 416 с. — (Тема). — ISBN 5-7777-0263-X.
- Хабермас Ю. Политические работы. — М.: Праксис, 2005. — 368 с. — (Новая наука политики). — ISBN 5-901574-43-5.
- Хабермас Ю., Ратцингер Й. (Бенедикт XVI). Диалектика секуляризации: О разуме и религии = Dialektik der Sakularisierung / Пер. с нем. В. Витковского. — М.: Библейско-богосл. ин-т св. апостола Андрея, 2006. — 112 с. — (Современное богословие). — ISBN ISBN 5-89647-164-5.
- Хабермас Ю. Техника и наука как «идеология». — М.: Праксис, 2007. — 208 с. — ISBN 978-5-901574-61-4.
- Хабермас Ю. Расколотый Запад = Der gespaltene Westen. Kleine politische Schriften / Пер. с нем. О. И. Величко и Е. Л. Петренко. — М.: Весь Мир, 2008. — 192 с. — (Тема). — ISBN 978-5-7777-0400-9.
- Хабермас Ю. Философский дискурс о модерне. Двенадцать лекций = Der philosophische Diskurs der Moderne. Zwölf Vorlesungen.. — 2-е изд., испр.. — М.: Весь Мир, 2008. — 416 с. — (Тема). — ISBN 978-5-7777-0423-8.
- Хабермас Ю. Проблема легитимации позднего капитализма. — М.: Праксис, 2010. — 272 с. — ISBN 978-5-901574-81-2.
- Хабермас Ю. Между натурализмом и религией. Философские статьи = Zwischen Naturalismus und Religion. Philosophische Aufsätze. — М.: Весь Мир, 2011. — 336 с. — (Тема). — ISBN 978-5-7777-0386-6.
- Хабермас Ю. От картин мира к жизненному миру = От картин мира к жизненному миру. — М.: Идея-Пресс, 2011. — 126 с. — (Лекции зарубежных профессоров на философском факультете МГУ имени М. В. Ломоносова). — ISBN 978-5-903927-16-6.
- Хабермас Ю. Ах, Европа. Небольшие политические сочинения, XI = Ach, Europa. Kleine politische Schriften XI. — М.: Весь Мир, 2012. — 160 с. — (Тема). — ISBN 978-5-7777-0492-4.
- Хабермас Ю. Эссе к конституции Европы = Zur Verfassung Europas. Ein Essay. — М.: Весь Мир, 2013. — 144 с. — (Тема). — ISBN 978-5-7777-0544-0.
- Хабермас Ю. Структурное изменение публичной сферы: Исследования относительно категории буржуазного общества = Strukturwandel der Öffentlichkeit: Untersuchungen zu einer Kategorie der bürgerlichen Gesellschaft. — М.: Весь Мир, 2016. — 344 с. — (Тема). — ISBN 978-5-7777-0627-0.
- Хабермас Ю. Теория коммуникативной деятельности. Том первый. Рациональность действия и социальная рационализация. Том второй. К критике функционалистского разума / пер. с нем. А. К. Судакова. — М.: Весь Мир, 2022.- 880 с. — ISBN 978-5-7777-0856-4.
- Хабермас Ю. Новая структурная трансформация публичной сферы и делиберативная политика / пер. с нем. Т. Атнашева. — М.: Новое литературное обозрение, 2023. — 104 с. — (Либерал.ru). — ISBN 978-5-4448-2197-8.

### Фрагменты и рефераты книг, статьи и интервью на русском языке
- Хабермас Ю. Понятие индивидуальности // Вопросы философии. — 1989. № 2.
- Интервью с Ю. Хабермасом // Вопросы философии. — 1989. — № 9. — С. 80—83.
- Хабермас Ю. Хайдеггер: творчество и мировоззрение (Пер. В. И. Кононова, сверка перевода Г. М. Тавризян) // Историко-философский ежегодник'1989. — Москва: «Наука», 1989. — 373 с. — ISBN 5-02-007995-2.
- Хабермас Ю. Познание и интерес // Философские науки. 1990. № 1.
- Хабермас Ю. Социальная проекция Фрейда и утопия общества // Философская и социологическая мысль. — 1990. — № 2.
- Хабермас Ю. Модерн — незавершенный проект // Вопросы философии. 1992. № 4.
- Хабермас Ю. Современная западная теоретическая социология: реф. сборник / под ред. Н. П. Поляковой. М.: ИНИОН, 1992. Вып. 1. 134 с.
  - Хабермас Ю. К логике социальных наук // Современная западная теоретическая социология. Вып. 1. Юрген Хабермас. М., 1992. С. 29—56.
  - Хабермас Ю. Теория коммуникативного действия. Сводный реферат // Современная западная теоретическая социология. — М., 1992. — Вып. 1. С. 57—101.
- Хабермас Ю. Отношения между системой и жизненным миром в условиях позднего капитализма (Jurgen Habermas. Das Verhältnis zwischen System und Lebenswelt im Spätkapitalismus. In: J. Habermas. Theorie der Kommunikativen Handelns. 2. Bde. 3, durchges. Aufl. Frankfurt am Main: Suhrkamp Verlag, 1985, Bd. 2., S. 504—522. © Suhrkamp Verlag, 1981 Перевод к. ф. н. В. И. Иванова) // THESIS, 1993, вып. 2.
- Хабермас Ю. Формальная и эмпирическая прагматика // Современная зарубежная социология (70—80 годы). — М., 1993.
- Хабермас Ю. К проблематике смыслопонимания в эмпирико-аналитических и поведенческих науках // Ступени. 1994, № 1.
- Хабермас Ю. Идея университета. Процессы обучения // Alma mater. 1994. — № 4.
- Хабермас Ю. Примирение через публичное употребление разума. Замечания о политическом либерализме Джона Роулса // Вопросы философии, 1994, № 10.
- Хабермас Ю. О субъекте истории. Краткие замечания по поводу ложных альтернатив // Философия истории. Антология. — М.: Аспект-пресс, 1995. С. 283—289.
- Хабермас Ю. Зиммель как диагност времени // Зиммель Г. Избранное. Т. 2. М., 1996, с. 539—549.
- Хабермас Ю. Уроки истории? // Международные чтения по теории, истории и философии культуры. — СПб., 1997. — Вып. 2. — С. 356—362.
- Хабермас Ю. Модерное сознание времени и его потребность в самоудостоверении // Философские науки. 1997. № 2, 3, 4.
- Хабермас Ю. Зверство и гуманность. Война на границе права и морали // Логос. — 1999. — № 5 (15).
- Хабермас Ю. Европейское национальное государство: его достижения и пределы. О прошлом и будущем суверенитета и гражданства // Нации и национализм / Б. Андерсон, О. Бауэр, М. Хрох и др.; пер. с англ. и нем. Л. Е. Переяславцевой, М. С. Панина, М. Б. Гнедовского. — М.: Праксис, 2002. — 416 с. — (Серия «Новая наука политики») — 2000 экз. — ISBN 5901574079.
- Хабермас Ю. Что означает низвержение памятника? // Логос, 2003, № 1.
- Хабермас Ю. Дискуссия о прошлом и будущем международного права. Переход от национальной к постнациональной структуре // Вестник Российского философского общества. 2003. № 3.
- Хабермас Ю. Постнациональная констелляция и будущее демократии = Die Postnationale Konstellation und die Zukunft der Demokratie, aus: Habermas, Jürgen. Die Postnationale Konstellation. Politische Essays. Frankfurt am Main: Suhrkamp Verlag, 1998. S. 91—163. — Перевод Б. М. Скуратова // Логос, 2003, № 4—5 (39).
- Деррида Ж., Хабермас Ю. Наше обновление после войны: второе рождение Европы // Отечественные записки. № 6 (15) 2003.
- Хабермас Ю. Теория коммуникативного действия (Фрагменты) — Пер. А. Б. Рахманова // Личность. Культура. Общество: журнал. — 2004, № 1 (21), с. 303—312. — ISSN 1606-951X.
- Хабермас Ю. Присутствие Деррида // Отечественные записки. № 5 (20) 2004.
- Хабермас Ю. Реконструктивные и понимающие науки об обществе // Философия науки: Хрестоматия / Под ред. Л. А. Микешиной. — М., 2005. — С. 863—870.
- Хабермас Ю. Когда мы должны быть толерантными? О конкуренции видений мира, ценностей и теорий // Социологические исследования. 2006. № 1.
- Хабермас Ю. Первым почуять важное. Что отличает интеллектуала / Пер. с нем. К. Левинсона // Неприкосновенный запас. — 2006. — № 3.
- Хабермас Ю. Как спасти независимую прессу? (Источник: «Signandsight». Перевод Иосифа Фридмана) // Русский Журнал
- Хабермас Ю. Постсекулярное общество — что это? Часть 1. — Российская философская газета. 2008. № 4 (18). Апрель. Хабермас Ю. Постсекулярное общество — что это? Часть 2. — Российская философская газета. 2008. № 5 (19). Май.
- Хабермас Ю. Проблематика понимания смысла в социальных науках (Habermas J. Die Problematik des Sinnverstehens in den Sozialwissenschaften // Habermas J. Theorie des kommunikativen Handelns. Bd. 1: Handlungsrationalität und gesellschaftliche Rationalisierung. Frankfurt/Main: Suhrkamp, 1981. S. 152—203.) // Социологическое обозрение. Том 7. № 3. 2008.
- Хабермас Ю. Границы между верой и знанием: об истории влияния и актуальном значении религиозной философии Канта (перевод с нем. А. Ю. Шачиной и С. В. Шачина) // Кантовский сборник. Выпуск 2 (30) за 2009 год.
- Хабермас Ю. Теория рационализации Макса Вебера // Социологическое обозрение. Т. 8. № 3. 2009.
- Хабермас Ю. Расколдовывание религиозно-метафизических картин мира и возникновение современных структур сознания // Социологическое обозрение. Т. 9. № 1. 2010.
- Хабермас Ю. Религия, право и политика. Политическая справедливость в мультикультурном Мир-Обществе // Полис. Политические исследования. 2010. № 2. С. 7—21.
- Хабермас Ю. Модернизация как общественная рационализация: роль протестантской этики (Перевод с немецкого Татьяны Тягуновой. Перевод сделан по: Habermas J. Max Webers Theorie der Rationalisierung // Habermas J. Theorie des kommunikativen Handelns. Bd. 1: Handlungsrationalität und gesellschaftliche Rationalisierung. Frankfurt am Main: Suhrkamp, 1981. S. 299—331. Параграф 3.) // Социологическое обозрение. Т. 9. № 3. 2010.
- Хабермас Ю. Что такое «политическое». Рациональный смысл сомнительного наследия политической теологии (Сокращенный перевод под редакцией Дмитрия Узланера по изданию The Power of Religion in the Public Sphere: Judith Butler, Jürgen Habermas, Charles Taylor, Cornel West; ed. E. Mendieta, J. VanAntwerpen, C. Calhoun. N.Y.: Columbia University Press, 2011.) // Русский Журнал
- Хабермас Ю. Рационализация права и диагноз современности (Пер. с нем. Т. В. Тягуновой. Источник: Habermas J. Rationalisierung des Rechts und Gegenwartsdiagnose // Habermas J. Theorie des kommunikativen Handelns. Bd. 1: Handlungsrationalität und gesellschaftliche Rationalisierung. Frankfurt am Main: Suhrkamp, 1981. S. 332—366) // Социологическое обозрение. Т. 10. № 3. 2011.